# Johannes (Kaiser)

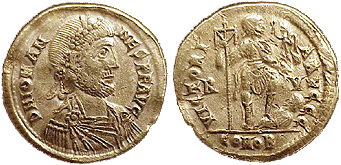
Solidus des Johannes. Im Unterschied zu allen anderen Kaisern des 5. Jahrhunderts ließ sich Johannes mit Vollbart abbilden.

Johannes († Mai 425 in Ravenna) war als Usurpator weströmischer Kaiser von 423 bis 425.

## Leben
Nach dem plötzlichen Tod des weströmischen Kaisers Honorius am 15. August 423 in Ravenna erlebte das weströmische Reich eine dreimonatige kaiserlose Zeit. Zwar war formal dessen Neffe, der oströmische Kaiser Theodosius II., Erbe des kinderlosen Honorius, was de iure die Reichseinheit wiederherstellte, doch ließ diese sich nicht mehr lange aufrechterhalten: Seit Jahrzehnten war es üblich, dass mindestens zwei Kaiser die beiden Hälften des Imperium Romanum beherrschten. Theodosius zögerte dennoch mit der Ernennung eines neuen Augustus für den Westen, vermutlich in Ermangelung eines geeigneten Kandidaten, vielleicht aber auch, weil er plante, das Gesamtreich fortan alleine zu regieren.
In dieser Situation wurde Johannes, zum Zeitpunkt seiner Erhebung primicerius notariorum und damit unter anderem zuständig für die Truppenlisten und Ernennungsschreiben, am 20. November 423 in Rom (wahrscheinlich durch den Senat und die Garde) zum Kaiser ausgerufen. Johannes war Christ und den Angaben einer (allerdings sehr späten) Quelle zufolge angeblich gotischer Abstammung. Obwohl Johannes in den Quellen durchaus gelobt wird, fand er insbesondere im Militär keine breite Anerkennung: Neben Theodosius II. in Konstantinopel verweigerte ihm insbesondere der comes Africae Bonifatius die Anerkennung, während in Gallien der Prätorianerpräfekt des Johannes von den dortigen Legionen ermordet wurde. Das Verhalten des Bonifatius dürfte dabei damit zusammenhängen, dass sich sein Rivale, der curopalatus Aëtius, entschieden hinter Johannes stellte. Vielleicht war Aëtius’ Vater Flavius Gaudentius, sogar die treibende Kraft hinter der Usurpation gewesen. Jedenfalls wurde Gaudentius Heermeister (magister militum) des Johannes; er agierte in Gallien. Das römische Heer Italiens unter dem ersten Heermeister Castinus, der von Johannes für 424 zum Konsul ernannt wurde, hielt sich derweil zurück und blieb zunächst weitgehend neutral.
Johannes bemühte sich intensiv darum, von Ostrom als Kaiser anerkannt zu werden, letztendlich aber vergebens. Bonifatius sperrte die Getreidezufuhr nach Rom, weshalb Johannes seine verfügbaren militärischen Kräfte gegen ihn mobilisierte und ihn wiederholt angriff, allerdings ohne Erfolg. Im Oktober 424 erhob der Ostkaiser Theodosius II. dann seinen jungen Vetter Valentinian III., den Sohn von Honorius’ Schwester Galla Placidia, zum Caesar, designierte ihn als neuen Herrscher des Westens und verlobte ihn mit seiner Tochter. Valentinian war der Sohn des mächtigen Heermeisters und kurzzeitigen Kaisers Constantius III., dessen Beziehungen zu Theodosius II. schlecht gewesen waren, zudem war er noch ein kleines Kind. Beides mag erklären, wieso Theodosius ihn erst jetzt unterstützte. An eine Anerkennung des Johannes, der nicht mit dem Kaiserhaus verwandt war, scheint Theodosius aber nie gedacht zu haben. Nachdem die Herrschaft des Johannes in Gallien und Africa auf Widerstand stieß, entschloss sich Theodosius zum Handeln. Er ernannte den magister militum Ardaburius zum Oberbefehlshaber einer Armee, die Valentinian in Italien als Kaiser einsetzen und Johannes stürzen sollte. Ardaburius übernahm das Kommando der Flotte und schickte seinen Sohn Aspar auf dem Landweg voraus. Dieser konnte im Handstreich Aquileia einnehmen.
Johannes, der vergeblich auf hunnische und germanische Hilfstruppen unter dem Befehl des Aëtius gewartet hatte, wurde schließlich durch Verrat gestürzt: Ardaburius war durch Zufall in seine Hände gefallen, wurde jedoch, da Johannes noch immer auf eine Einigung mit Theodosius II. hoffte, zuvorkommend behandelt. Ardaburius gelang es, eine Reihe von weströmischen Offizieren, die der Usurpator 423 ihrer Posten enthoben hatte, zu einem Putsch gegen den Zivilisten Johannes anzustacheln, der auch gelang. Nach der Gefangennahme wurde Johannes im Mai des Jahres 425 enthauptet, nachdem ihm zuvor eine Hand abgeschlagen worden war. Drei Tage nach seinem Tod kam es zu einer blutigen Schlacht zwischen Aspar und Aëtius, die aber unentschieden endete. Aëtius verständigte sich daraufhin mit Ardaburius und Aspar und trat als comes in den Dienst der neuen weströmischen Regierung. Valentinian III. wurde wenig später zum Augustus erhoben, als Kaiser im Westen eingesetzt und von Ostrom anerkannt. Die gesetzlichen Verfügungen des Johannes wurden aufgehoben. Sein Sohn Jordanes soll verschont worden und in Konstantinopel aufgewachsen sein.
Der griechische Geschichtsschreiber Prokopios beschrieb Johannes noch gut 100 Jahre später auffallend positiv als einen „Mann von milder Art, sehr klug und tüchtig. Fünf Jahre [tatsächlich waren es nur knapp anderthalb Jahre] regierte er als Usurpator, aber in maßvoller Weise; er lieh weder Verleumdern sein Ohr, noch ließ er jemanden ungerecht hinrichten oder eignete sich Vermögen an. Gegen die Barbaren aber konnte er nichts ausrichten, da er Ostrom zum Feind hatte“. Des Weiteren berichteten unter anderem Olympiodoros von Theben, Sokrates Scholastikos, Philostorgios, diverse spätantike Chroniken und Gregor von Tours (auf Grundlage von Renatus Profuturus Frigeridus) über seine Regierungszeit.